# Herrenstraße 22 (Memmingen)

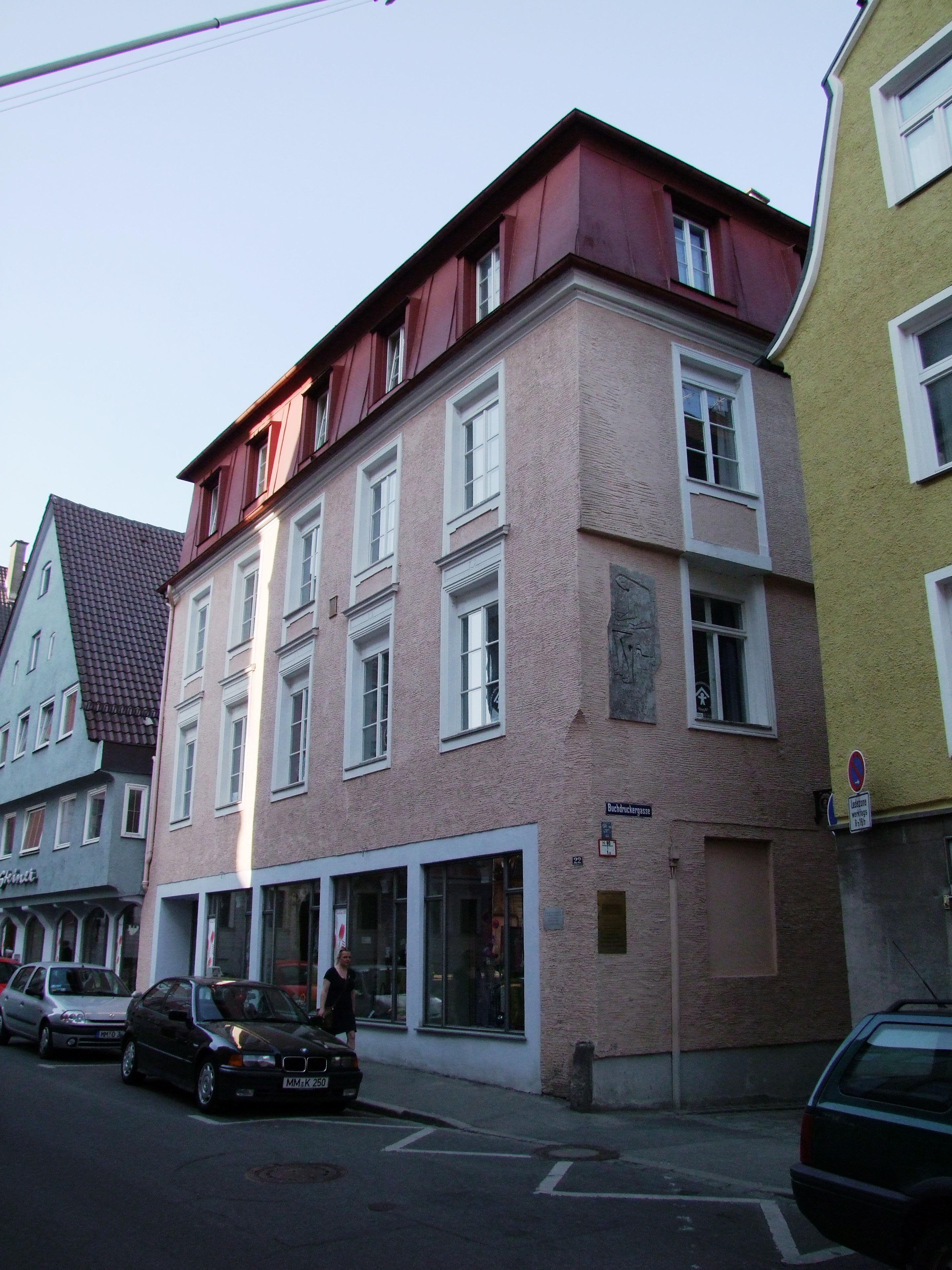
Herrenstraße 22

Das Haus mit der Anschrift Herrenstraße 22 ist ein unter Denkmalschutz stehendes Haus im schwäbischen Memmingen.
Das Vordergebäude ist modernisiert. Das unter Denkmalschutz stehende Rückgebäude an der Buchdruckergasse ist ein dreigeschossiges Traufhaus zu sieben Achsen. Es wurde im 17. Jahrhundert erbaut. Im Erdgeschoss befinden sich rundbogige Fenster. Die Hofeinfahrt ist korbbogig. An der Westseite des Hofes befinden sich stichbogige Arkaden. Das Treppengeländer mit Eichenholzbalustern stammt aus der Mitte des 18. Jahrhunderts. Im Erdgeschoss befindet sich eine Tür aus der Zeit um 1670 bis 1680 mit eingelegten Sternen und aufgesetztem Laubsägearbeiten in Ohrmuscheldekor. Im ersten Obergeschoss befinden sich zwei geohrte Türstöcke. Ein weiterer befindet sich im zweiten Obergeschoss.